# Gymnometriocnemus wilsoni
Gymnometriocnemus wilsoni är en tvåvingeart som beskrevs av Freeman 1961. Gymnometriocnemus wilsoni ingår i släktet Gymnometriocnemus och familjen fjädermyggor. Inga underarter finns listade i Catalogue of Life.